# Paldeo
Lo Stato di Paldeo fu uno stato principesco del subcontinente indiano, avente per capitale la città di Paldeo.

## Storia
Paldeo venne fondato nel 1812 e fu uno dei Chaube Jagirs.
Fece parte dell'Agenzia del Bundelkhand e poi dell'Agenzia dell'India Centrale sino al 1896 quando tornò all'Agenzia del Baghelkhand. La popolazione, nel 1940, era distribuita su 18 villaggi che vennero tutti uniti all'India nel 1948 per merito di Vindhya Pradesh.

## Governanti
I governanti di Paldeo portarono il titolo di Rao. Tutti erano bramini Jujhautiya.

### Rao
- 1812 - 1840 Dariao Singh                       (m. 1840)
- 1840 -                  Nathu Ram
- 1840 - ottobre 1842 Raja Ram                           (m. 1842)
- 1842 - 1865 Sheo Prasad                        (m. 1865)
- 1865 -  2 aprile 1874 Mukund Singh                       (m. 1874)
- 2 aprile 1874 - 1891 Anrudh Singh                       (n. 1837 - m. 1891)
- 1891 - 1894 Narayan Das                        (n. 1836 - m. 1894)
- 16 febbraio 1894 -  2 ottobre 1923 Jagat Rai                          (n. 1865 - m. 1923)
- 3 ottobre 1923 - 1947 Shiva Prasad                       (n. 1908 - m. 1954)